# 大藏卿局
大藏卿局（？—1615年6月4日），是日本戰國時代至江戶時代初期的女性。丹後國地侍大野定長的妻子。兒子有大野治長、治房、治胤、治純。

## 生平
擔任淀殿和豐臣秀賴的乳母。豐臣秀吉死後，秀吉的正室高台院和從者孝藏主離開大坂城，此後與兒子大野三兄弟一同掌握豐臣家的權勢。
在慶長19年（1614年）發生的方廣寺鐘銘事件中，以使者身份被派遣到駿府的大御所德川家康之下。此時與家康會面，而家康並沒有與以前一直進行交涉的片桐且元會面。此後仲介本多正純和以心崇傳，令兩者傳達秀賴要顯示出對德川家沒有敵意，此時，且元傳達3個條件（秀賴前往江戶參勤、淀殿作為人質留在江戶、秀賴答應轉封並從大坂城中退去），秀賴和淀殿大怒，並打算誅殺且元，不過且元從大坂城中退去，一部份武將亦從豐臣家中退去。一說是大藏卿局在返回大坂途中，從且元口中得知這3個條件，於是搶先返回大坂，並向秀賴和淀殿進讒（不過在當時的史料中，大藏卿局返回大坂後到底有什麼立場，並無記述）。
慶長20年（1615年），為在大坂之陣中戰敗並自殺的秀賴和淀殿殉死，與兒子治長一同自殺。戒名是智勝院桂宗春大禪定尼。